# Бобринский, Георгий Владимирович
Граф Георгий Владимирович Бобринский (англ. George Vladimir Bobrinskoy; 23 января 1901 или 1902, Тула — 15 ноября 1985 или 1974, Гайд-Парк, Иллинойс) — русский эмигрант первой волны из рода Бобринских, американский учёный, лингвист, филолог, профессор Чикагского университета.

## Биография
Родился в 1901 году в Туле в семье общественного деятеля, панслависта, будущего депутата Государственной думы графа Владимира Алексеевича Бобринского (1867—1927). Являлся праправнуком императрицы Екатерины II.
В 1918 году вместе с семьей покинул Россию, изучал санскрит и другие индийские языки в Париже. В 1923 году прибыл в Нью-Йорк, некоторое время преподавал в Йельском университете. С 1929 и до 1967 года — профессор в Чикагском университете, в 1951—1966 годах глава отделения лингвистики, в 1954—1967 годах декан гуманитарного факультета. С 15 июля 1942 года гражданин США. Во время Второй мировой войны возглавлял учебную программу русского языка в учебном центре армии США при Чикагском университете. После ухода на пенсию удостоен званий заслуженного профессора отделений: славянского, индийского и лингвистики.

## Семья
Сын, Джордж В. Бобринской мл. — юрист, управляющий наследием Эрнеста Хемингуэя и композитора Игоря Стравинского.